# Psychotria monopedicellata
Psychotria monopedicellata är en måreväxtart som beskrevs av Seymour Hans Sohmer. Psychotria monopedicellata ingår i släktet Psychotria och familjen måreväxter. Inga underarter finns listade i Catalogue of Life.